# Iruvar Ullam
Iruvar Ullam (Tamilisch: இருவர் உள்ளம்) ist ein tamilischer Film von L. V. Prasad aus dem Jahr 1963. 

## Handlung
Der Medizinstudent und Playboy Selvam geht der Verführung Vasanthis auf dem Leim, die jedoch nur sein Familienvermögen begehrt. Später lernt er die Lehrerin Shanta kennen, die von ihren Eltern zu einer Ehe mit Selvam gezwungen wird. Wegen Selvams Affäre mit Vasanthi weigert sie sich, mit ihm zusammenzuleben. Als Selvam wegen Mordes an seiner früheren Geliebten angeklagt wird, versöhnt sich das Paar.

## Filmmusik
Das Playboy-Lied Paravaigal palavidham, gesungen von T. M. Soundararajan, wurde zum Hit. Die Liedtexte zur Musik von K. V. Mahadevan stammen von Kannadasan.